# Cairo Challenger 2002
Il Cairo Challenger 2002 è stato un torneo di tennis facente parte della categoria ATP Challenger Series nell'ambito dell'ATP Challenger Series 2002. Il torneo si è giocato a Il Cairo in Egitto dal 14 al 20 ottobre 2002 su campi in terra rossa.

## Vincitori

### Singolare
Stefano Galvani ha battuto in finale  Albert Portas con il punteggio di 2–6, 7–6(4), 6–1

### Doppio
Tomas Behrend /  Karsten Braasch hanno battuto in finale  Álex López Morón /  Albert Portas con il punteggio di 7–6(3), 6–4